# Titanoeca flavicoma
Espèce
Synonymes
- Amaurobius simplex O. Pickard-Cambridge, 1872
- Amaurobius ruficeps O. Pickard-Cambridge, 1872

Titanoeca flavicoma est une espèce d'araignées aranéomorphes de la famille des Titanoecidae.

## Distribution
Cette espèce se rencontre en Italie, en France en Corse, en Albanie, en Macédoine du Nord, en Grèce, en Bulgarie, en Turquie et en Israël.

## Description
Les femelles mesurent de 4,4 à 6,1 mm.
Le mâle décrit par IJland et Helsdingen en 2016 mesure 5,8 mm et la femelle 6,5 mm.

## Systématique et taxinomie
Cette espèce a été décrite par L. Koch en 1872.
Amaurobius ruficeps et 'Amaurobius simplex ont été placées en synonymie par Lehtinen en 1967.

## Publication originale
- L. Koch, 1872 : « Über die Spinningattung Titanoeca Thor. » Abhandlungen der Naturhistorischen Gesellschaft zu Nürnberg, vol. 5, p. 153-170 (texte intégral).